# II. SS-Panzerkorps
II. SS-Panzerkorps var en pansarkår som tillhörde Waffen-SS under andra världskriget. Kåren kom att deltaga i många av det viktigaste och hårdaste slagen på både öst och västfronten.

## Slag

### Charkiv
Huvudartikel slaget vid Charkiv
Kåren deltog som en del av 4. Panzerarmee i Armégrupp Süds motanfall mot Voronezjfronten och återerövrade Charkiv.

### Kursk
Huvudartikel Slaget vid Kursk
Kåren deltog som en del av 4. Panzerarmee i angreppet på den södra sidan av kurskfickan. I slutskedet av det tyska angreppet deltog kåren i slaget vid Prochorovka.

#### Organisation
Kårens organisation vid offensivens början.
- 1. SS-Panzer-Division Leibstandarte SS Adolf Hitler
- 2. SS-Panzer-Division Das Reich
- 3. SS-Panzer-Division Totenkopf
- 167. Infanterie-Division Endast delar av divisionen.

### Arnhem
Efter att ha lidit svåra förluster under striderna i Normandie och reträtten genom Frankrike sändes kåren till Arnhem området för vila och återuppbyggnad. Kårens två divisioner 9. SS-Panzer-Division Hohenstaufen och 10. SS-Panzer-Division Frundsberg förlades strax norr om Arnhem respektive 15 km öster om Arnhem. Totalt räknade de två divisionerna ca 7000 man och man saknade närmast helt tunga vapen, artilleri och stridsvagnar.

#### Organisation
Kårens organisation.
- 9. SS-Panzer-Division Hohenstaufen
- 10. SS-Panzer-Division Frundsberg

### Ardenneroffensiven
Huvudartikel Ardenneroffensiven
Kåren utgjorde reserven för 6. SS Panzer-Armee under offensivens första dagar. Först den 21 december sattes kåren i sin helhet in i striderna kring St. Vith. Efter att anfallet på den norra flygeln hade kört fast överfördes kåren söderut och deltog i striderna kring Bastogne.

#### Organisation
Kårens organisation vid offensivens början.
- 2. SS-Panzer-Division Das Reich
- 9. SS-Panzer-Division Hohenstaufen

### Ungern - Operation Frühlingserwachen
Huvudartikel Operation Frühlingserwachen

#### Organisation
Kårens organisation vid offensivens början.
- 2. SS-Panzer-Division Das Reich
- 9. SS-Panzer-Division Hohenstaufen
- 44. Infanterie-Division "Hoch- und Deutschmeister"
- 23. Panzer-Division

## Befälhavare
- SS-Obergruppenführer Paul Hausser (1 juni 1942 - 28 juni 1944)
- SS-Obergruppenführer Wilhelm Bittrich (10 juli 1944 - 9 maj 1945)